# 菲利鎮區 (內布拉斯加州蓋奇縣)
菲利鎮區（英語：Filley Township）是位於美國內布拉斯加州蓋奇縣的一個行政鎮區。

## 地方資料
菲利鎮區的面積為92.64平方千米，當中陸地面積為91.61平方千米，而水域面積為0.03平方千米。根據2020年美國人口普查的數據，當地共有人口292人，而人口密度為每平方千米3.15人。